# Exochus latiareolus
Exochus latiareolus är en stekelart som beskrevs av Valentina I. Tolkanitz 2003. Exochus latiareolus ingår i släktet Exochus och familjen brokparasitsteklar. Inga underarter finns listade i Catalogue of Life.